# Paropsia grandiflora
Paropsia grandiflora är en passionsblomsväxtart som beskrevs av Herman Otto Sleumer. Paropsia grandiflora ingår i släktet Paropsia och familjen passionsblomsväxter. Inga underarter finns listade i Catalogue of Life.